# Almati metró
Az Almati metró (kazakul: Алматы метрополитені [Almati metropoliteni]) Almati metróhálózata. Összesen egy vonalból áll, de további két vonalat terveznek még építeni, továbbá a meglévő vonalat mindkét irányba meghosszabbítani.

## Vonalak
| Szám    | Név                                  | Megnyitás | Hossz   | Állomások        |
| ------- | ------------------------------------ | --------- | ------- | ---------------- |
| 1       | 1-es vonal (Бірінші бағыт)           | 2011      | 11,3 km | 9                |
| 2       | 2-es vonal (Екінші бағыты) tervezett | -         | -       | 5 (4 új állomás) |
| 3       | 3-as vonal (Ушінші бағыты) tervezett | -         | -       | 9 (7 új állomás) |
| Összes: |                                      |           | 11,3 km | 9                |

## Állomások
| 1. vonal                                                                                          | 2. vonal | 3. vonal |  |
| 1. vonal                                                                                          | 2. vonal | 3. vonal |  |
| ------------------------------------------------------------------------------------------------- | -------- | -------- |  |
| - Rajimbek Batir - Zsibek Zsoli - Almali - Abaj - Bajkongir - Tulpar - Alatau - Szajran - Moszkva | -        | -        |  |